# Lines from the battle of the Nile

Lines from the battle of the Nile (Vers tirès de la bataille du Nil) est une cantate pour soprano accompagnée au pianoforte, œuvre de Joseph Haydn (Hob.XXVIb.4).
L'œuvre est composée en hommage à l'amiral Nelson qui séjourne du 6 au 9 septembre 1800 à Eisenstadt sur l'invitation du prince Esterházy. Nelson est accompagné de sa maîtresse Emma et du mari de cette dernière Lord Hamilton. Le texte, en vers de mirliton est dû à Cornelia Knight (en), alors demoiselle de compagnie de Lady Hamilton. C'est une ode en l'honneur de la victoire d'Aboukir, mais Haydn ne met en musique que quelques strophes choisies pour faire ressortir le nom de Nelson. La cantate comprend un récitatif et un air; elle dure une douzaine de minutes. L'original ayant disparu, on ne possède qu'une copie, partiellement de la main de Haydn. Il s'agit de la dernière œuvre du compositeur sur un texte en anglais.
L'œuvre, appelé parfois Nelson Aria a été chantée par Lady Hamilton, accompagnée au piano par le compositeur. La pièce contient des tournures mélodiques d'une grande beauté.
Une version orchestrée a été réalisée en 1931 par Ludwig Landshoff.
La cantate a été enregistrée par les sopranos Ann Monoyios (Gaudeamus, 2000) et Suzanne Rydén (Berlin Classic, 2007).